# Mussonena spinei
Mussonena spinei är en snäckart som först beskrevs av Cox 1868.  Mussonena spinei ingår i släktet Mussonena och familjen Camaenidae. Inga underarter finns listade i Catalogue of Life.